# Agonist invers

Comparație a efectelor date asupra aceluiași receptor de un agonist total, unul parțial, unul invers și de un antagonist neutru

În farmacologie, un agonist invers este un medicament care se leagă specific de un anumit receptor, în mod analog unui agonist, dar care produce efecte exact inverse față de agonist. Un antagonist neutru nu prezintă activitate intrinsecă în absența agoniștilor totali sau inverși, dar este capabil să blocheze activitatea amândurora. Cu alte cuvinte, un agonist invers induce efectul opus agoniștilor, dar ambele efecte pot fi blocate cu antagoniști.